# 탄수차

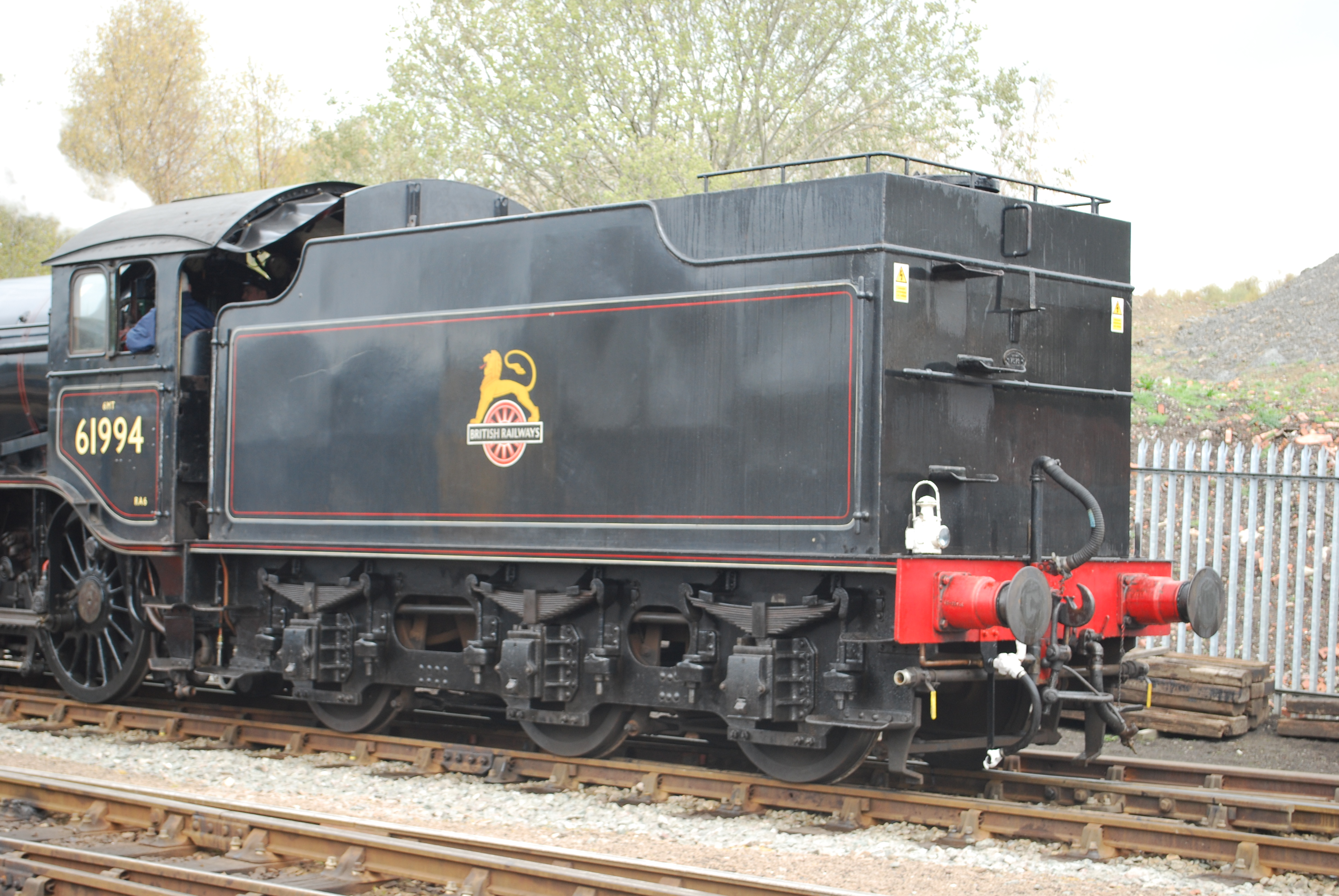

탄수차(Tender)는 특수한 철도 차량의 일종으로, 증기 기관차의 바로 뒤에 고정 연결되어 물과 각종 연료(석탄 등)를 공급하는 차량을 의미한다. 증기 기관차는 대개 대량의 연료와 물을 소비하기 때문에, 기관차 자체에 적재할 수 있는 분량의 물과 연료로는 충분한 거리를 운행하지 못하기 때문에 추가적으로 연결한다.

## 개요
탄수차는 기관차의 자체적인 적재량이 한계에 이르자 더 많은 연료와 물을 탑재하기 위해 철도의 여명기부터 이미 사용되어 왔다. 이는 증기 기관차의 연료인 목탄이나 석탄은 부피가 크고 밀도가 낮은 물체라 충분히 탑재하려면 큰 부피가 필요한데다가 증기 기관 자체의 열효율 또한 매우 낮았으며, 여기에 연료와 함께 물이라는 동력 매개체가 필요했기에 자체에 적재한 물과 연료로는 충분한 거리를 달리기에 불충분하였기 때문이었다.
탄수차는 따라서 긴 거리를 무정차로 달려야 하는 간선용 증기 기관차에 있어서 필수 불가결한 차량이라 할 수 있다. 또한, 기관차가 필요로 하는 소모품을 별도의 차량에 적재함으로 인해 동력 차량 자체의 중량에 큰 변동이 없어 견인력 등이 일정하게 유지된다는 강점 역시 제공하였다. 반면에 탄수차는 추가적인 중량을 초래하며, 차량의 편성장을 길게 하는 단점 또한 가지고 있었다. 또한 탄수차의 연결은 기관차의 후방 시야를 떨어뜨려, 대개 종점에서 바로 방향을 바꿔 운행하지 못하고 전차대를 사용하여 기관차의 방향을 돌려야 하는 등 열차 회전율을 떨어뜨리는 효과를 초래하기도 하였다. 아울러, 탄수차의 연결은 곡선에서의 주행성능을 떨어뜨리고, 필요할 때 추가적인 중량을 적재하여 점착을 강화하거나 할 여지가 없어지는 점도 과제가 되었다.
따라서, 대개 탄수차를 연결한 기관차는 간선 운행용도로, 탄수차가 없는 기관차는 입환 내지는 지선 운행 용도로 활용되었다.
또한, 탄수차는 대개 독립적인 차종이라기보다는 증기 기관차에 종속된 차량으로 종종 인지된다. 대개의 증기 기관차에서 탄수차와 기관차 본체 사이에는 자동급탄장치(Stoker) 내지는 화부의 연료 취급을 위한 공간, 물을 공급하기 위한 별도의 도관이 설치되는 예가 많아, 둘은 기능적으로 서로 의존하기 때문이다.

## 분류
탄수차의 연결 여부는 일본, 독일, 영국, 미국 등 여러 나라에서 증기 기관차를 분류하는 중요한 척도가 되었다.
탄수차가 연결된 증기 기관차는 텐더식 증기 기관차로 부르며, 그렇지 않은 차량을 탱크식 증기 기관차로 구분한다.

## 구조
탄수차의 경우 대개 아래 부분에 물을, 윗 부분에 석탄 등 연료를 적재하는 경우가 많다. 이는 무게 배분 면에서 유리하고, 석탄같은 고체 연료를 적재하기 편하기 때문이다. 대개의 탄수차는 수작업, 즉, 화부가 직접 삽 등으로 석탄을 옮겨와야 하는 경우가 많았으나, 20세기에 이르러서는 자동급탄장치가 설치되어 이러한 작업을 생략한 경우도 많다. 또한, 탄수차 중에서는 물과 석탄, 목탄이 아닌 석유를 적재하는 경우도 종종 존재하는데, 특히 보일러를 석탄에서 석유로 개조하여 쓰는 경우에는 이런 구성을 사용하는 예가 종종 발견된다. 이런 경우라도 물은 필수적으로 소요되며, 탱크식 기관차 등으로 구태여 개조할 필요가 없다.
탄수차는 적재량 때문에 대개 2축 이상, 보통은 4축에서 많게는 5~6축에 이르는 다수의 차축을 가지며, 보통 기관사가 시야를 확보할 수 있도록 차량의 상부 좌우측 부분은 운전실의 창문 높이로 낮춰져 있다. 따라서 뒤에서 보면 철(凸)자 형상을 보이며, 시야로 인해 낮춰진 부분은 기관사의 시선축을 지장하지 않도록 경사지게 형태를 잡은 예를 종종 볼 수 있다. 아울러, 탄수차는 대개 물이나 석탄을 차량의 위쪽으로부터 중력식으로 공급할 수 있도록 개구부가 위쪽에 설치되어 있는 예가 많다. 단, 해외의 대형 기관차 중에서는 후진 운전을 고려하지 않고, 완전히 후면 시야를 차단하는 형태로 만들어지는 경우도 있다.
미국의 여러 철도에서는 그 긴 운행거리 때문에 다양한 형태, 규격의 탄수차들이 발견된다. 예를 들어 기관사나 화부의 교대 편의를 위해서 탄수차의 중앙부를 통로로 내는 경우나, 탄수차 용량을 극대화하기 위하여 일반적인 화차처럼 차량한계를 가득 채우는 형상으로 만들고, 거기에 부기관사가 후방을 볼 수 있도록 큐폴라를 올리는 경우, 심지어는 장거리 운행시 먼저 소비되는 물을 공급하기 위한 전용의 물 공급 차량을 연결하는 예도 볼 수 있다. 또한, 디젤 기관차나 가스 터빈을 사용하는 기관차의 경우, 항속거리를 늘리기 위해 석유를 적재한 전용의 탄수차를 추가 연결하는 예도 발견된다.

## 같이 보기
- 증기 기관차
- 텐더식 증기 기관차
- 탱크식 증기 기관차